# Hundertwasserkerk
De rooms-katholieke Hundertswasserkerk (Duits: Hundertwasserkirche, ook bekend onder de Stadsparochiekerk Sint-Barbara - Stadtpfarrkirche Sankt Barbara) is de rooms-katholieke parochiekerk van Bärnbach in de Oostenrijkse deelstaat Stiermarken. De onder monumentenzorg vallende kerk is aan de heilige Barbara gewijd en behoort tot het decanaat Voitsberg. Het in de naoorlogse tijd gebouwde kerkgebouw veranderde in 1987 door de kunstenaar Friedensreich Hundertwasser grondig van aanzien.

## Geschiedenis en bouwstijl

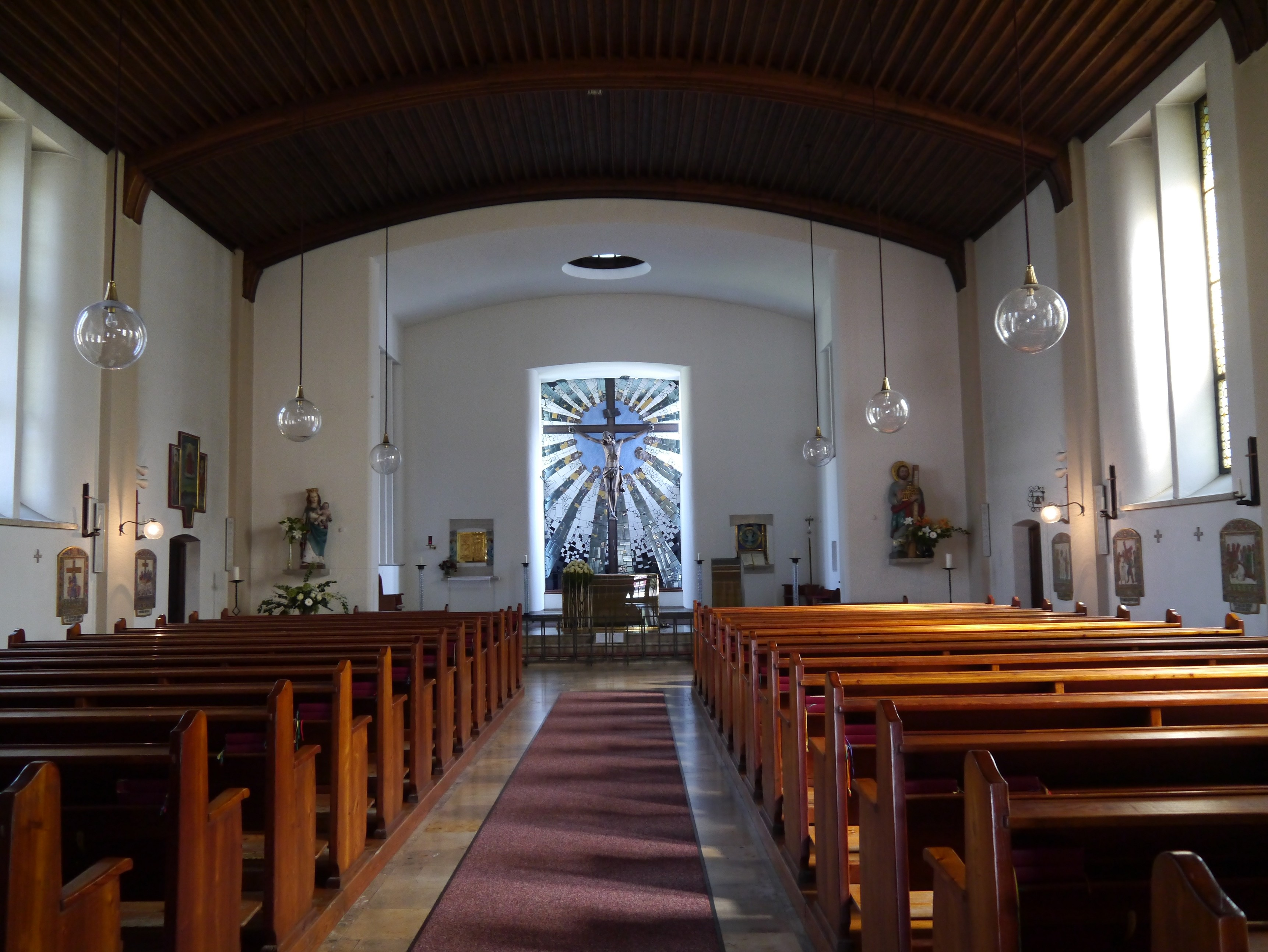
Interieur

De kerk werd in de jaren 1948-1950 naar een streng ontwerp van de architect Karl Lebwohl gebouwd. In 1987 begon de verbouwing door Hundertwasser. De rechte hoeken van het gebouw werden vervangen door ronde hoeken. Het kerkgebouw kreeg door kunstzinnige mozaïeken van keramiek, het kleurrijke dak en stucwerk en de vergulde uivormige torenafsluiting een zeer eigenzinnige uitstraling.
Twaalf poorten omgeven de Hundertwasserkerk, die symbool staan voor de grote wereldreligies en culturen alsook de oecumene, tolerantie en solidariteit.
Het interieur van de kerk bleef in een eenvoudige stijl, de kunstwerken werden hier overwegend door lokale kunstenaars vervaardigd.